# Galenia
- Commons
- Wikispecies

Galenia L. é um género botânico pertencente à família Aizoaceae.

## Espécies
- Galenia acutifolia
- Galenia affinis
- Galenia africana
- Lista completa

## Classificação do gênero
| Sistema | Classificação                   | Referência               |
| ------- | ------------------------------- | ------------------------ |
| Linné   | Classe Octandria, ordem Digynia | Species plantarum (1753) |